# Jean Duvergier de Hauranne

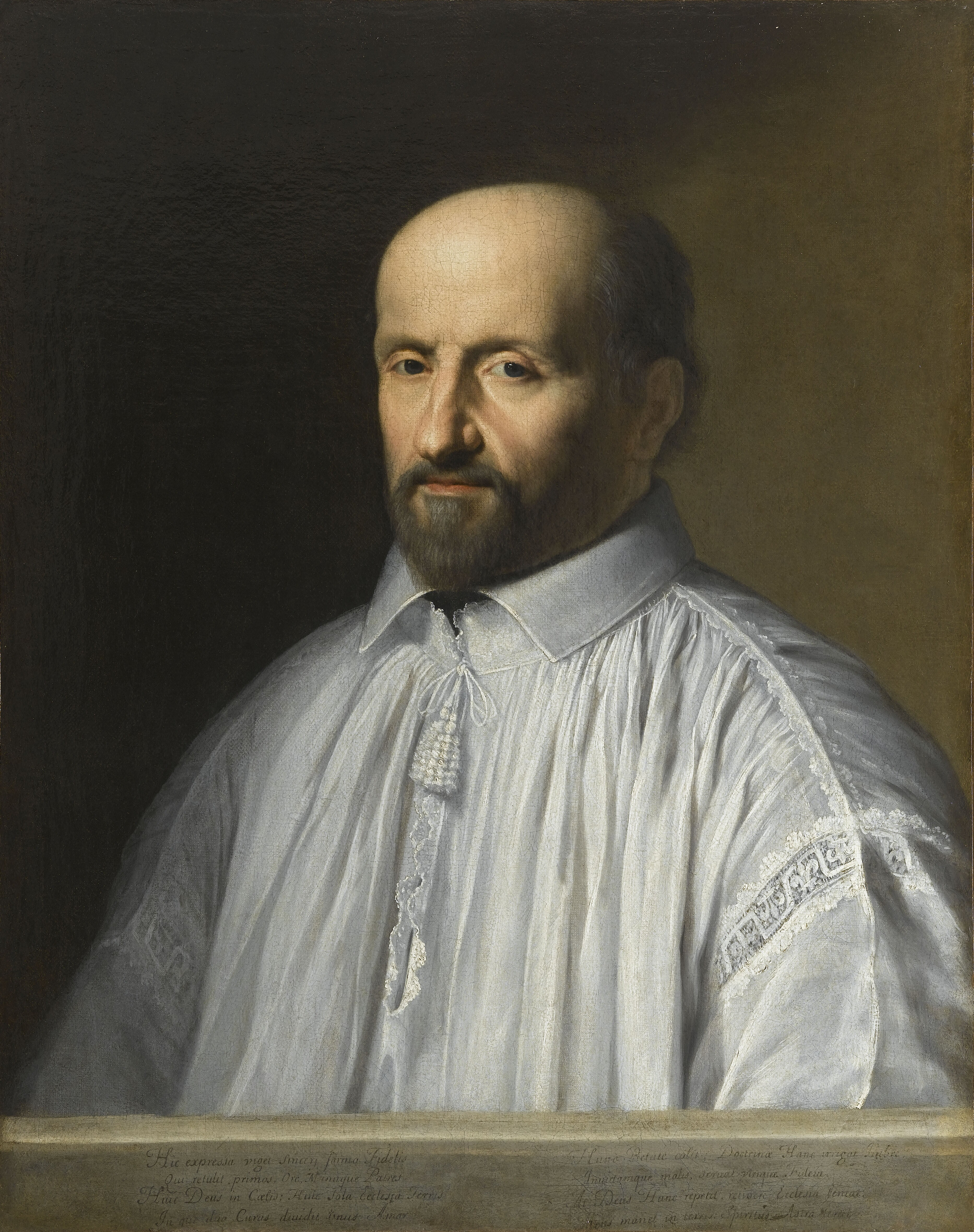
Jean Duvergier de Hauranne, abbé de Saint Cyran.

Jean-Ambroise Duvergier de Hauranne (Bayonne, 1581 — Paris, 1643), mais conhecido por Abade de Saint-Cyran, foi um religioso e teólogo francês que introduziu o jansenismo na França.

## Publicações
- Considérations sur la mort chrétienne
- Considérations sur les dimanches et les festes des mysteres, et sur les festes de la Vierge et des saints, Paris, Veuve Charles Savreux, 1671
- Examen d'une apologie qui a esté faite pour servir de defense à un petit livre intitulé Le chapelet secret du Très-Sainct Sacrement Et pour refuter quelques remarques qui avoient été faites sur ledit chapelet, Paris, [s.n.], 1634
- Instructions chrestiennes, Paris, Pierre Le Petit, 1672
- La Somme des fautes et faussetez capitales, contenues en la Somme theologique du Pere François Garasse de la Compagnie de Jesus,  Paris, J. Boüillerot, 1626,
- Lettres chretiennes et spirituelles de messire Jean du Verger de Havranne, abbé de S. Cyran, qui n'ont point encore été imprimées jusqu'à présent, Amsterdam, [S.n.], 1744
- Œuvres chrétiennes et spirituelles, Lyon, Thomas Maulry, 1679
- Peins Aurélius, 1631, ouvrage où il traite de la hiérarchie ecclésiastique
- Pensées morales, Éd. Henri Perruchot, Paris, Clermont, F. Sorlot 1944
- Question royalle et sa decision, Paris, Toussainct du Bray, 1609
- Refvtation de l'abus pretendu, & la descouuerte de la veritable ignorance & vanité du pere François Garasse, Paris, [S.n.], 1626
- Théologie familière, avec divers autres petits traitez de dévotion, Louvain, [S.n.], 1650